# レンスター
レンスター（愛: Laighin, Laigin；[lainʲ]、英: Leinster:[ˈlɛnstə(r)]）は、アイルランド島に存在する地方。島の東岸に位置する。

## 構成県
レンスター地方は以下の12県で構成される。
- ウィックロー県
- ウェックスフォード県
- ウェストミーズ県
- オファリー県
- カーロウ県
- キルケニー県
- キルデア県
- ダブリン県
- ミーズ県
- ラウス県
- リーシュ県
- ロングフォード県

2011年の人口は約250.5万人で、4地方中で最多の人口を抱えるアイルランドの産業の中心地である。アイルランド共和国の首都ダブリンを有する。ダブリン都市圏の人口は2011年時点で約180.1万人で、アイルランドの人口の39.3%を占める。